# Сквот32
«Сквот32» (робочі назви «Стіна» та «Фіксація пріоритетів») — український фільм 2019 року, молодіжна романтична драма режисера Саші Лідаговського.
Кінопрокатна прем'єра фільму в Україні і світі відбулася 11 квітня 2019.

## Сюжет
Головна героїня Ліза, що працює у паспортному центрі, несподівано потрапляє в київський сквот. В аварійному, напівзруйнованому будинку вона знайомиться з середовищем вільних і талановитих творців: митців, танцюристів, музикантів. Елементи побуту просочені хіп-хоп культурою: реп батли, графіті, брейкінг, діджеїнг, перформанси. Єдиний законний мешканець будинку — вісімдесятирічна Фаїна, котра і є останньою перешкодою для місцевого депутата зруйнувати будинок і забудувати увесь квартал. Лізу захоплює енергія, свобода мешканців сквоту. Вони борються за свій спосіб життя, творять та впливають на світ. Знайомство з цими людьми міняє життя і світогляд дівчини. Вона починає рухатися до своєї мрії, стає впевненішою в собі, розвиває власне бачення і стиль. Врешті їй пропонують роботу фотографа.

## У ролях
- Анна Адамович — Ліза
- Олександр Богачук
- Римаїда Онадськак
- Сергій Лузановський
- Ігор Левенець
- Іван Бліндар
- Сандра Самбо
- Катерина Бахірка
- Владислав Партика
- В'ячеслав Семенченко
- Наталія Єфремова
- Сергій Шадрін
- Яна Ісаєнко

## Кошторис
У грудні 2011 році кінопроєкт режисера Ірини Громозди під назвою «Стіна» (перша робоча назва фільму «Сквот32») подавався на пітчинг Держкіно від кінокомпанії ТОВ «Пріма фільм», й став одним із переможців Другого пітчингу Держкіно у секції "Ігрові фільми" з 43,1 балами та отримав державне фінансування (Держкіно не повідомляло публічно суму коштів, яка мала бути виділена з держбюджету на цей та інші проєкти 2-го пітчингу). Але у 2012 році робота над проєктом припинилась через організаційні проблеми й згодом 9 квітня 2013 року проєкт фільму було вилучено з Програми виробництва та розповсюдження національних фільмів на 2012/2013 роки наказом Мінкультури.
У 2016 році кінопроєкт режисера Ірини Громозди під назвою «Фіксація пріоритетів» (друга робоча назва фільму «Сквот32») знов подався на пітчинг Держкіно, цього разу від кінокомпанії ТОВ «Гарнет Інтернешнл Медіа Груп», й став одним із переможців Дев'ятого пітчингу Держкіно та отримав державне фінансування як режисерський фільм-дебют у розмірі ₴10 млн гривень від загального кошторису у ₴12,5 млн гривень.

## Реліз
Кінопрокатна прем'єра фільму в Україні і світі відбулася 11 квітня 2019 року.
Телевізійна прем'єра фільму в Україні і світі відбулася 22 серпня 2020 року на телеканалі UA:Культура.

## Відгуки кінокритиків
Фільм отримав переважно позитивні відгуки від українських кінокритиків.